# Тулонская аллея
Тулонская аллея — улица в Кронштадте. Является продолжением Ленинградской улицы, начинается в месте ответвления от последней улицы Газовый Завод. Протяжённость магистрали — 480 метров.

## География
Тулонская аллея — самая восточная улица Кронштадта, магистраль представляет собой две проезжие части, разделённые пешеходной зоной с тополиной аллеей. В апреле 2008 года часть аллеи была вырублена, так как многие деревья оказались больными или усыхающими.
25 июля 2010 года на Тулонской аллее был открыт памятник петергофскому десанту. Позже, в том же 2010 году, площади у восточной оконечности аллеи было присвоено название Яхтенной.

## История
Улица заложена 26 октября 1893 года как Тополевая аллея, однако в день торжественного открытия (25 июня 1894 года) ей было присвоено название Новый бульвар. В 1998 году улица получила своё нынешнее название в честь города-побратима Кронштадта — Тулона.

## Здания и сооружения
- д. 3 — яхт-клуб[8];
- д. 11 — стадион Санкт-Петербургского государственного учреждения «Кронштадтский оздоровительно-спортивный центр»;
- памятник петергофскому десанту;
- сквер;
- памятный камень в честь изобретения радио в 1895 году А. С. Поповым;
- хозяйственные постройки;
- городской пляж;
- пристань.

## Транспорт
Кольцо для всех внутренних кронштадтских маршрутов:
- автобусы: № 1Кр, 2Кр, 3Кр[9].

Конечная остановка этих маршрутов находится в начале улицы, на Яхтенной площади.
До 1997 года от Летней пристани (Ленинградская пристань) отправлялись метеоры по маршруту Санкт-Петербург (Тучков мост) — Кронштадт и паромы до Ломоносова. В течение примерно 10 лет после переноса водного транспорта на Зимнюю пристань деревянное здание билетной кассы сохранялось, правда, в очень запущенном состоянии (копия этого здания, только белого цвета, обслуживает водный транспорт на Зимней пристани и сейчас). Пирс, с которого осуществлялась посадка, существует до сих пор, теперь там находится прокат катеров/катамаранов, помимо этого, им пользуются местные рыбаки.

## Галерея

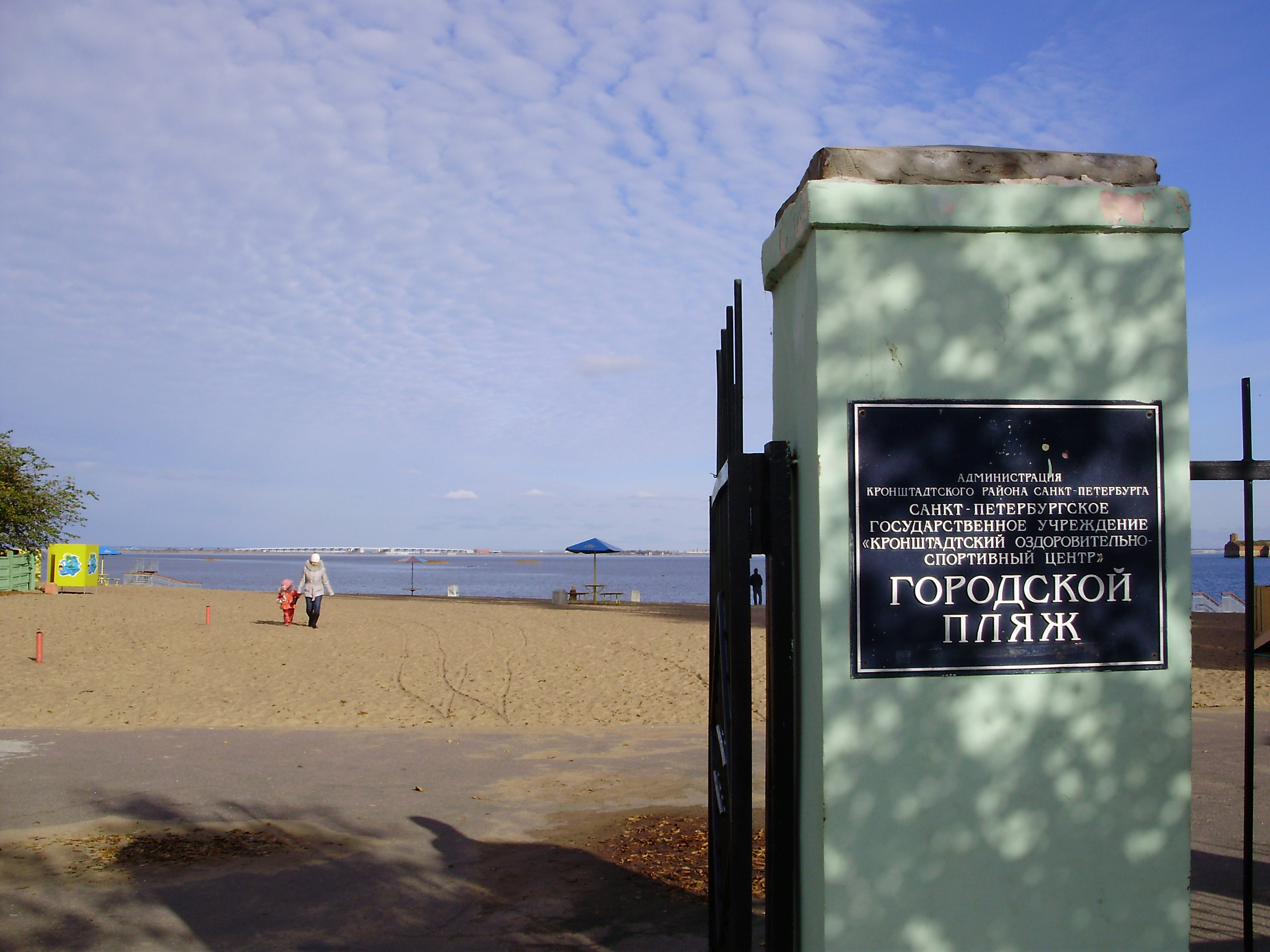
Вход на городской пляж
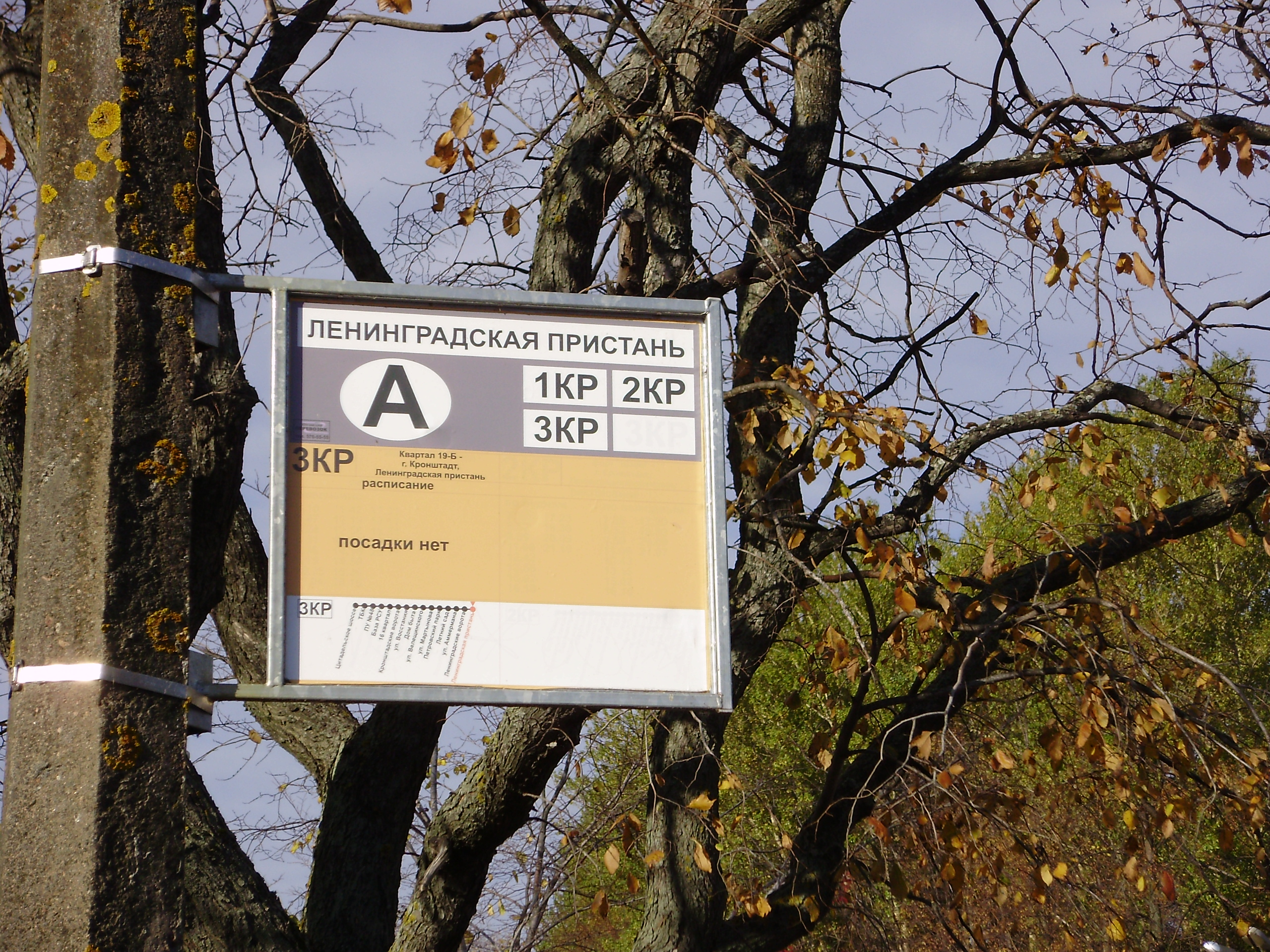
Конечная остановка автобусов
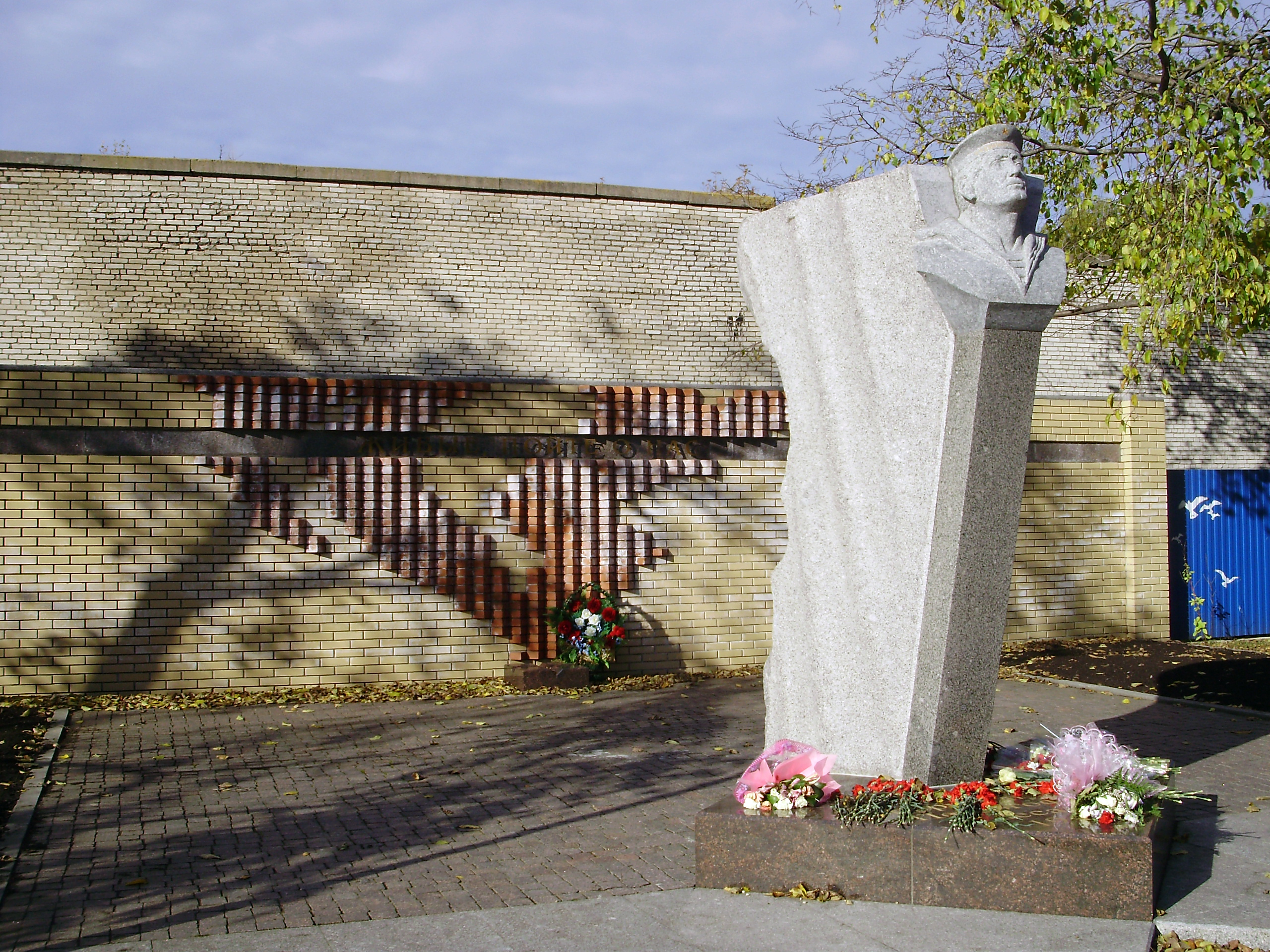
Памятник Петергофскому десанту
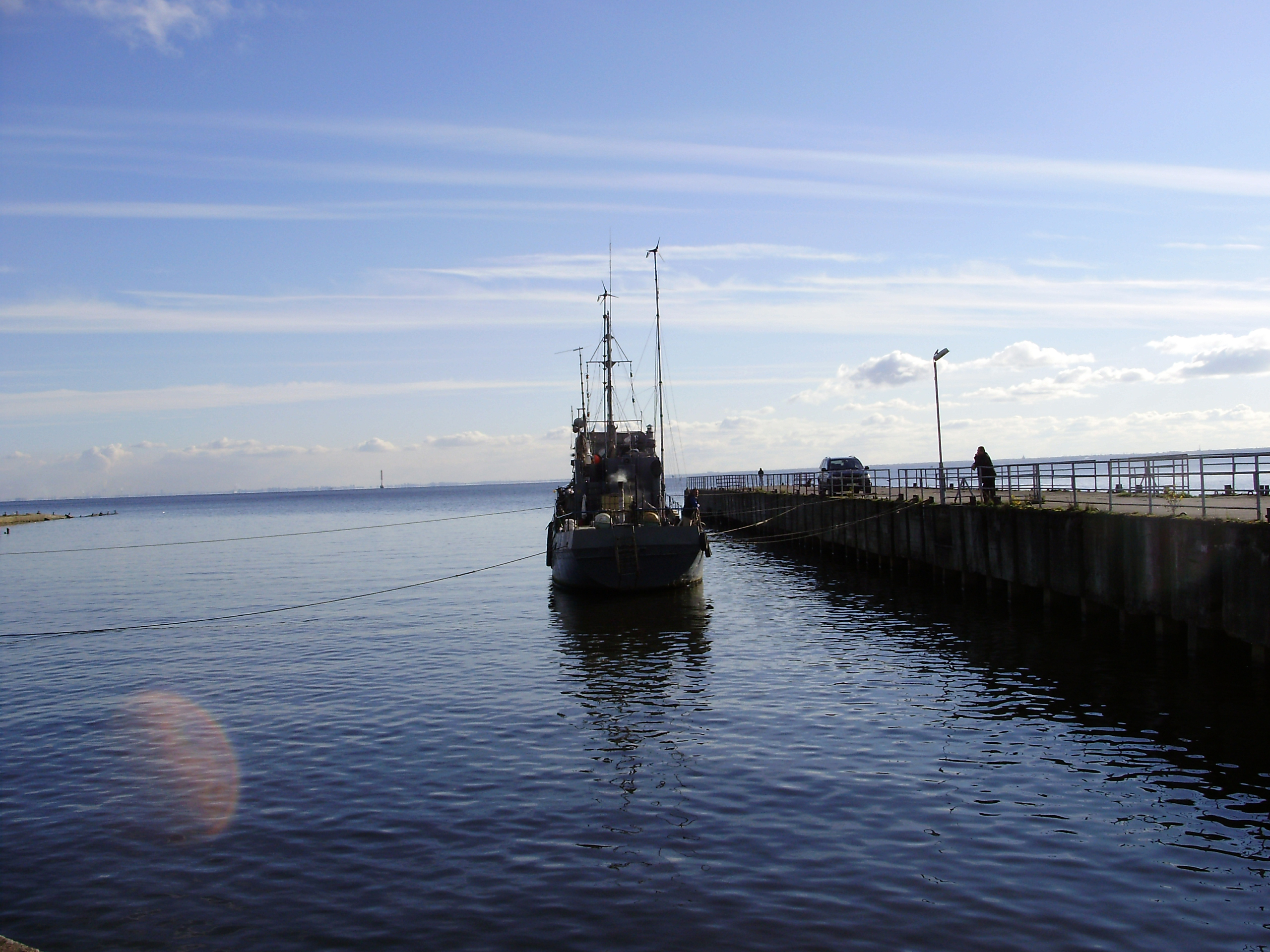
Ленинградская пристань

## Пересечения
с запада на восток:
- Ленинградская улица
- улица Газовый Завод
- Яхтенная площадь